# 맹우
맹우(孟優)는 《삼국지연의》에 등장하는 가공 인물로, 맹획(孟獲)의 동생으로 등장한다.

## 《삼국지연의》에서의 맹우
225년, 맹획(孟獲)이 제갈량(諸葛亮)에게 패하자 군사들을 이끌고 맹획을 도와 남정(南鄭)을 공격하였으나 패하였다. 패배 후 군사를 이끌고 제갈량에게 거짓 항복을 하였으나, 제갈량에게 간파 당하여 맹획과 함께 붙잡혔으나, 다시 풀려난다.
다시 풀려나자 맹획에게 독룡동의 수장 타사대왕(朶思大王)을 소개하여 제갈량과 맞서게 하였다. 그 후 맹획이 제갈량에게 일곱 번 잡혀 항복 하였을때, 맹우 또한 맹획과 함께 항복하였다.